# Языковка (приток Черёмухи)
Языковка — река в Ярославской области России, протекает по территории Октябрьского, Волжского сельских поселений Рыбинского района и в Большесельском районе. Устье реки находится в 54 км от устья реки Черёмухи по правому берегу. Длина реки составляет 13 км.
Исток находится к югу от железнодорожной платформы Пиняги у деревни Вандышево. Течёт в основном на юг. Протекает по местности в основном лесной и болотистой, однако непосредственно на реке лежит ряд деревень и проходит просёлочная дорога, то есть долина реки является транспортной артерией местного значения. Деревни от истока к устью: Вандышево, Палкино, Сельцо, Михеевка, Губино, Леонтьевское, Легки, Котыгино, Холкино, Нерезово, Горки, Шарапово. Уровень воды у деревни Леонтьевское — 136,6 м, у устья 123, 5 м.

## Данные водного реестра
По данным государственного водного реестра России относится к Верхневолжскому бассейновому округу, водохозяйственный участок реки — Волга от Рыбинского гидроузла до города Кострома, без реки Кострома от истока до водомерного поста у деревни Исады, речной подбассейн реки — Волга ниже Рыбинского водохранилища до впадения Оки. Речной бассейн реки — (Верхняя) Волга до Куйбышевского водохранилища (без бассейна Оки).
Код объекта в государственном водном реестре — 08010300212110000010361.